# 林信彰
林信彰（1937年5月1日—2018年11月7日），出生於臺北州臺北市，台灣棒球選手、教練。他是中華職棒史上第一個季冠軍教練，中華職棒元年四位創隊總教練之一，2018年入選台灣棒球名人堂競技類名人，他於1990年帶領三商虎拿下中華職棒元年上半季的冠軍。
2018年，入選第五屆台灣棒球名人堂競技類。

## 經歷
- 台北市少棒代表隊總教練
- 華南銀行棒球隊教練
- 陸光棒球隊教練
- 海軍棒球隊教練
- 合作金庫棒球隊教練
- 陸軍棒球隊總教練
- 三商行棒球隊總教練
- 中華職棒三商虎隊總教練(1990)
- 聯合報球評
- 菲律賓棒球代表隊顧問
- 中華職棒時報鷹隊教練(1996)
- 中華職棒時報鷹隊代總教練(1997)
- 中國國家棒球隊客座教練
- 時報鷹棒球教練隊總教練

## 外部連結
- 林信彰在台灣棒球維基館上的頁面（繁體中文）

| 體育角色           | 體育角色                    | 體育角色      |
| ------------------ | --------------------------- | ------------- |
| 中華職業棒球大聯盟 |                             |               |
| 新成立             | 三商虎隊總教練 1990年       | 繼任： 譚信民 |
| 前任： 李瑞麟      | 時報鷹隊總教練 1998年下半季 | 球隊解散      |